# Carmona
Carmona es un municipio y una ciudad española de la provincia de Sevilla, en Andalucía. Pertenece a la comarca Campiña de Carmona, aunque geográficamente también está enmarcado dentro de la comarca de Los Alcores. Su población es de 29 871 habitantes (INE 2024).

## Geografía
Integrado en la comarca de Campiña de Carmona, de la que ejerce de capital, se sitúa a 34 kilómetros de la capital sevillana. El término municipal está atravesado por la autovía del Sur A-4 entre los pK 490 y 523, además de por las carreteras autonómicas A-380, que comunica con Marchena, A-398, que conecta con Alcalá de Guadaíra, A-457, que se dirige a Lora del Río, y A-462, que permite la comunicación con Brenes.
El relieve del término no presenta excesivos contrastes morfológicos, aunque se pueden distinguir tres paisajes distintos: Los Alcores, La Vega y Las Terrazas.
La zona de los Alcores presenta un relieve relativamente elevado, superior a los 200 m de altitud, condicionado por una litología resistente de arenas calcáreas que definen una suave cuesta de dirección noreste-suroeste, desde Carmona a Alcalá de Guadaíra, ocultándose hacia el oeste bajo las terrazas escalonadas de la margen izquierda del río Guadalquivir. Los Alcores están delimitados por el norte por los depósitos aluviales del Guadalquivir que forman las terrazas, al este por la llanura aluvial del río Corbones, al sur por la Vega de Carmona y al oeste por el río Guadaíra. La Vega de Carmona es una llanura limitada al noreste por el río Corbones y al suroeste por el río Guadaira. El río Guadalquivir discurre por el noreste del territorio, haciendo de límite con Alcolea del Río y dando lugar a una amplia llanura aluvial, con mayor desarrollo en su margen izquierda. Por encima de esta cota y hasta el borde occidental de los Alcores, se extiende la zona de las Terrazas que confieren un aspecto bastante aplanado, ya que los niveles entre ellas no son muy pronunciados.
La elevación más alta se corresponde con la ubicación del Alcázar del Rey Don Pedro, a 257 m sobre el nivel del mar. El punto más bajo se alcanza a 25 m sobre el nivel del mar a orillas del Guadalquivir. La ciudad se alza a 248 m sobre el nivel del mar.
| Noroeste: Brenes                                  | Norte: Cantillana, Villanueva del Río y Minas, Alcolea del Río y Lora del Río | Noreste: La Campana         |
| Oeste: La Rinconada, Alcalá de Guadaíra y Sevilla |                                                                               | Este: Fuentes de Andalucía  |
| Suroeste El Viso del Alcor y Mairena del Alcor    | Sur: Alcalá de Guadaíra y Arahal                                              | Sureste: Marchena y Paradas |

### Clima
Carmona tiene un mediterráneo típico (tipo Csa).
En otoño las temperaturas medias oscilan entre una mínima de 11 °C en octubre y heladas más frecuentes al final de noviembre y diciembre, con precipitaciones abundantes. Las máximas se sitúan entre los 24 °C de octubre y los apenas 10 °C de noviembre y diciembre, siguiéndole un invierno con temperaturas frías y frecuentes heladas debido a su altitud, con valores que en ocasiones llegan a alcanzar los -5 °C o -6 °C de mínima. La temperatura mínima absoluta registrada por la Estación Agroclimática de la Junta de Andalucía en el periodo 2000-2009 es de -9.4 °C, el 28 de enero de 2005.

## Historia

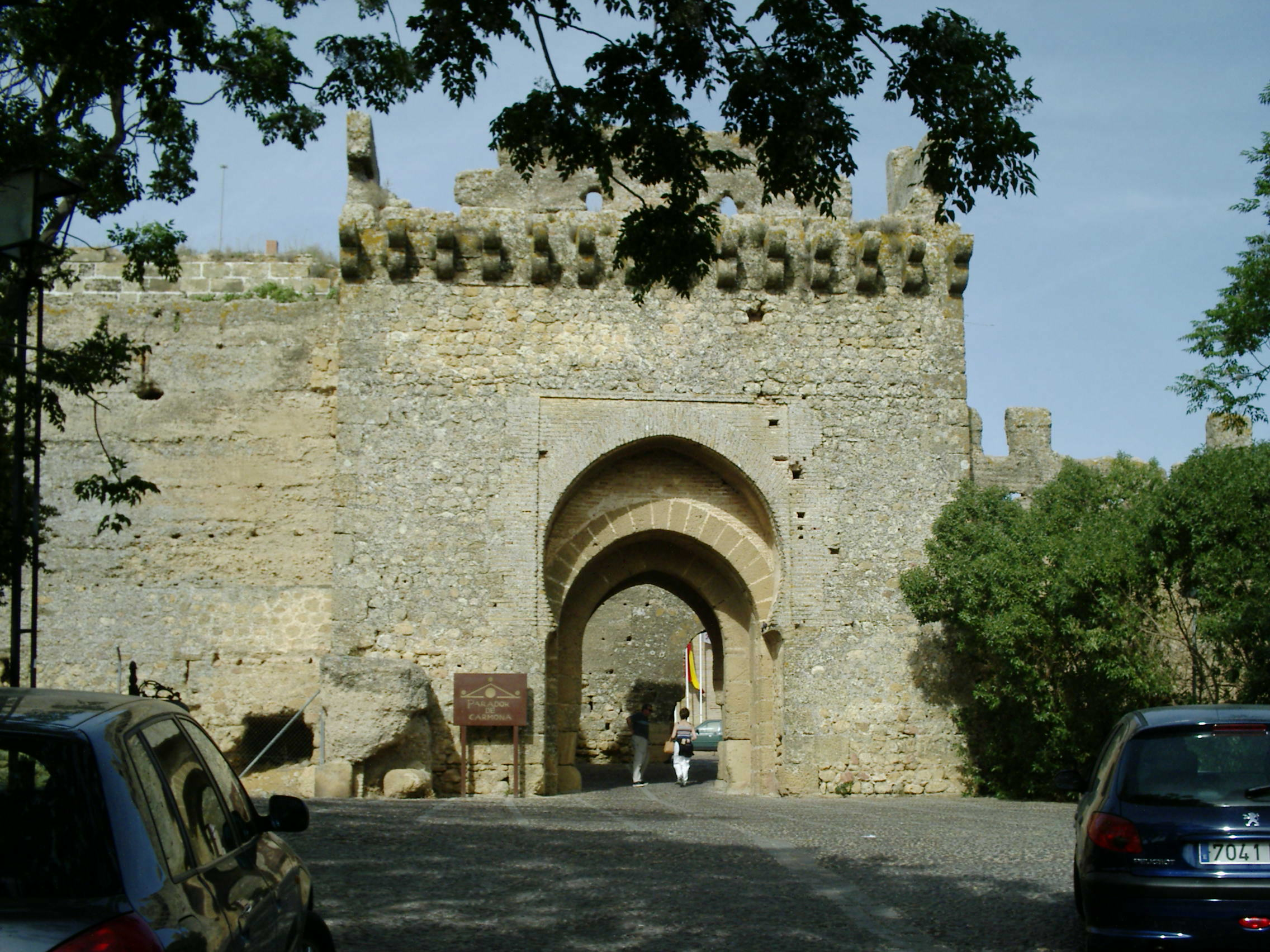
Alcázar del Rey Don Pedro

La ciudad ha estado fortificada porque desde su posición podían vigilarse Los Alcores, La Vega y Las Terrazas.
Al principio se llamaba Carmo. Ha estado poblada desde hace más de 5000 años. Posiblemente fue una de las ciudades más fortificadas del reino de Tartessos. Posteriormente se asentaron los fenicios, que se dedicaron a trabajar metales preciosos. El lugar, al igual que el resto de la región, fue invadido por Cartago. La Puerta de Sevilla conserva partes que son la etapa cartaginesa.
La ciudad participó con el romano Julio César en la sublevación de la Hispania Ulterior. Sobre esta ciudad dijo: "Carmona es, con mucho, la ciudad más fuerte de toda la provincia Bética" (en latín Carmo, quae est longe firmissima totius provinciae civitas). Como gesto de agradecimiento por su apoyo, Julio César le legó a la ciudad el estatus de municipio y el derecho de acuñar moneda.
En la actual Plaza de San Fernando se encontraba un foro romano con columnas corintias y sus respectivos capiteles corintios. A este foro se podía llegar por la antigua Vía Augusta. Uno de los restos romanos más destacables es la Necrópolis de Carmona, de en torno al siglo I.

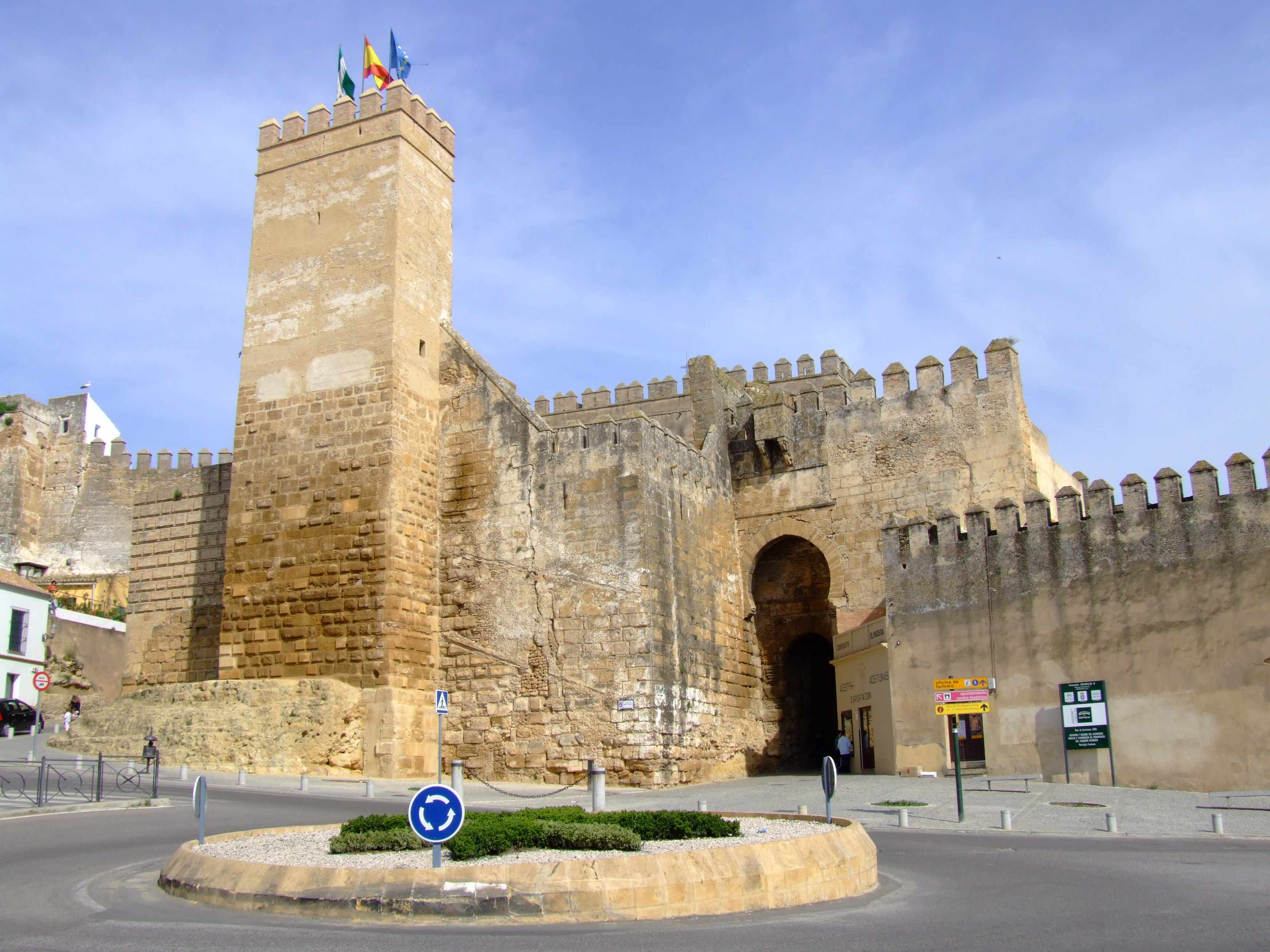
Puerta de Sevilla

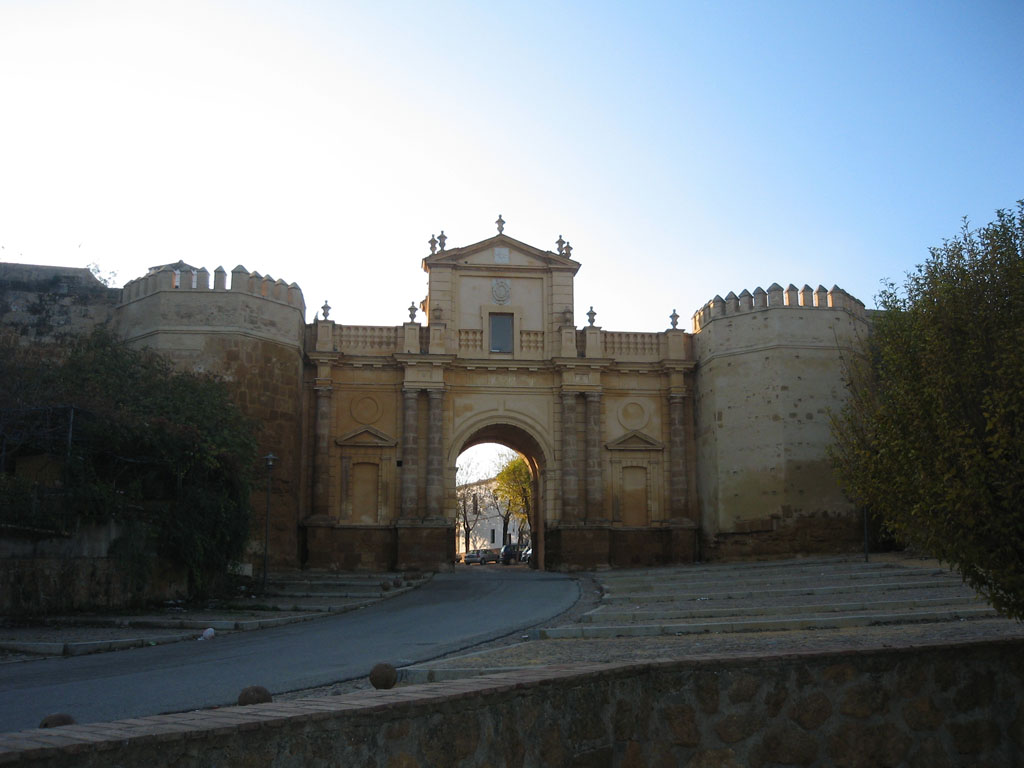
Puerta de Córdoba

Tras la invasión musulmana del siglo VIII pasó a ser la capital de uno de los reinos de Taifas. Fue reconquistada en 1247 por Fernando III el Santo, que la repobló y la dotó de fuero propio.
El monarca castellano Pedro I convirtió a la localidad en una de sus residencias favoritas y realizó obras de mejora en el alcázar. En 1630 Felipe IV otorgó a Carmona el título de ciudad. 
El Alcázar del Rey Don Pedro (también conocido como Alcázar de Arriba) fue convertido en Parador Nacional en 1976. A finales del siglo XX se creó el Servicio Municipal de Arqueología, para realizar excavaciones, actuaciones de conservación y estudios. En 1997 organizó, junto con la Universidad de Sevilla, el I Congreso de Historia de Carmona. Se han celebrado ediciones posteriores de este congreso cada varios años. Este servicio también está vinculado al Museo y Centro de Interpretación de la Ciudad, que se ubica en el Palacio del Marqués de las Torres.
En el inicio de la guerra civil española Carmona intentó ser tomada por una compañía de regulares pero no lo consiguieron y el Comité de Defensa, formado tras conocerse el triunfo del golpe de Estado de julio de 1936 en Sevilla, tomó una serie de represalias ―16 derechistas fueron detenidos y uno fue asesinado cuando intentaba escapar―. Cuando la localidad fue finalmente ocupada por las fuerzas rebeldes la amenaza que había lanzado el general Queipo de Llano se cumplió: solo el primer día doce vecinos fueron asesinados, incluido el teniente de la Guardia Civil Rafael Martín Cerezo que se había sumado al Comité de Defensa. En los cuatro meses siguientes fueron ejecutados sin juicio 201 hombres y 16 mujeres en «aplicación del bando de guerra».
La ciudad de Carmona es paradigmática para la arqueología andaluza por haber sido pionera en la investigación arqueológica, hace más de 130 años, y haber seguido manteniendo ese impulso investigador hasta nuestros días. Su registro arqueológico es una muestra muy representativa de los acontecimientos históricos ocurridos en el suroeste de la península ibérica por lo que muchas de las actuaciones arqueológicas realizadas conllevaban un nuevo giro en el conocimiento de nuestra historia.
La oficina de lotería más antigua de España se encuentra en Carmona. Su licencia data de 1763. En 1928 le tocó un millón de pesetas en la Lotería Nacional a Bernardo Enrique Cerezo, que utilizó este dinero para construir un teatro. El teatro Cerezo se finalizó en 1934.

## Demografía
Carmona cuenta con una población de 29 871 habitantes (INE 2024).
| Gráfica de evolución demográfica de Carmona entre 1842 y 2021                                                       |
| |
| Población de derecho según los censos de población del INE Población de hecho según los censos de población del INE |

En el núcleo principal, llamado Carmona, se concentra la gran mayoría de la población (23 134 habitantes en 2015). El resto se encuentra en varios núcleos de población del término municipal.

## Economía
Carmona y toda la zona de Los Alcores constituyen una importante fuente de margas azules y grises que se han utilizado tradicionalmente para la fabricación de adobes y para la alfarería. La localidad está atravesada por una veta de roca sedimentaria con la que se produce albero, que se emplea para pavimentar caminos y para plazas de toros. La extracción de albero se ha dado tradicionalmente en Carmona, Alcalá de Guadaíra y Dos Hermanas. La roca amarillenta se extrae de canteras a cielo abierto y se tritura en molinos.
Carmona tiene 63 905 ha de cultivos herbáceos, de las cuales 2167 ha son de algodón y 30 600 ha son de girasol. Tiene 14 413 ha de cultivos leñosos, de las cuales 4795 ha son de cultivo de olivar de aceituna de mesa.

### Evolución de la deuda viva municipal
El concepto de deuda viva contempla sólo las deudas con cajas y bancos relativas a créditos financieros, valores de renta fija y préstamos o créditos transferidos a terceros, excluyéndose, por tanto, la deuda comercial.
| Gráfica de evolución de la deuda viva del Ayuntamiento de Carmona entre 2008 y 2024                |
| |
| Deuda viva del Ayuntamiento de Carmona, en miles de euros, según datos del Ministerio de Hacienda. |

## Símbolos
En el centro del escudo hay un "escudete de azur" con un lucero de plata, y alrededor del escudete una "orla de plata" que lleva en "letras de azur" la frase en latín: Sicut Lucifer lucet in Aurora ita in Vandalia Carmon (en español "Como el Lucero luce en la Aurora, así en Vandalia [Andalucía] Carmona"). La frase es atribuida a Fernando III.

## Administración y política

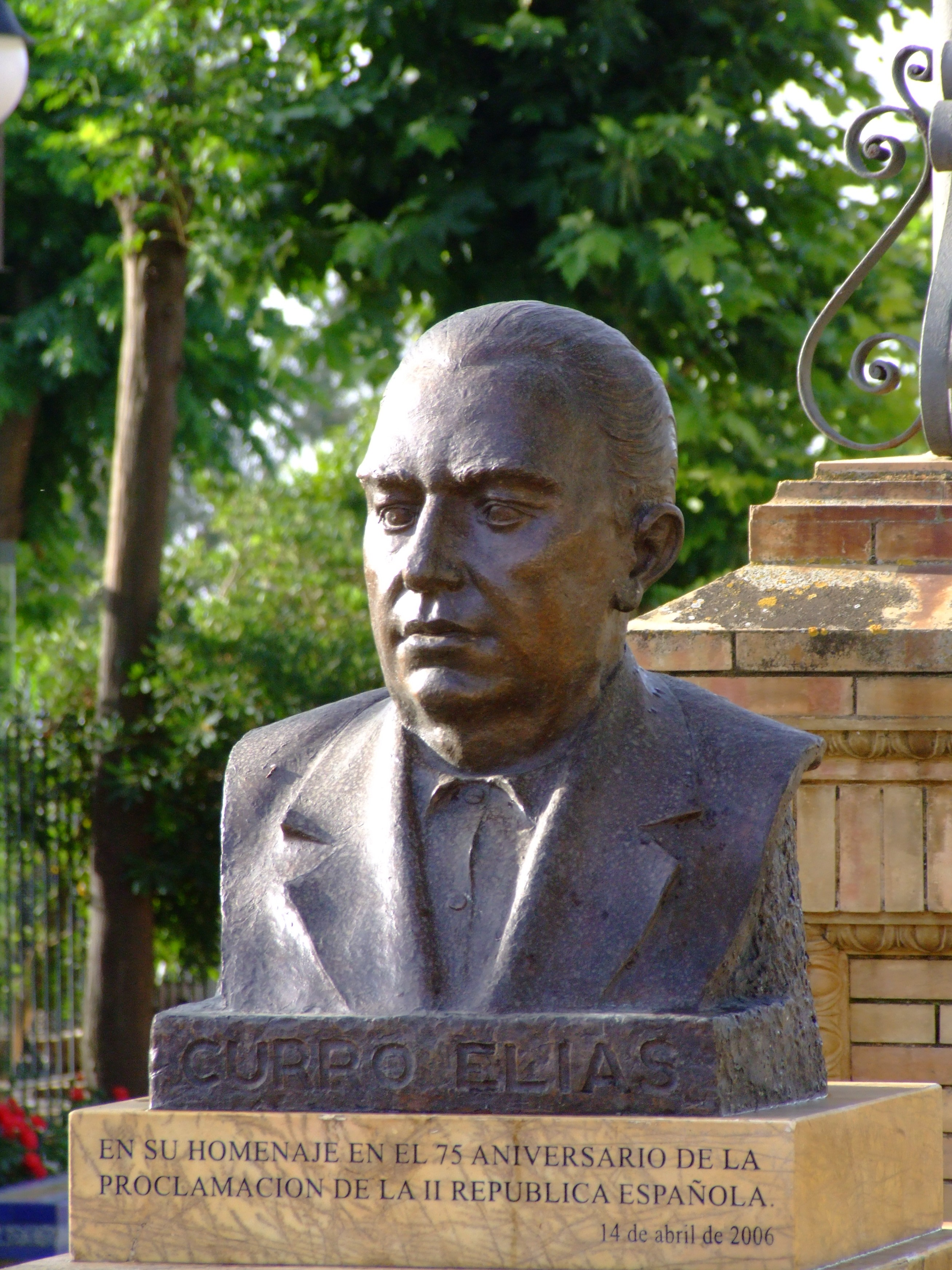
Busto de Curro Elías

El último alcalde del periodo de la Segunda República fue Curro Elías, que fue nombrado en 2010 Hijo Predilecto de la localidad. Durante el franquismo serían alcaldes Blas Olivero Caballos, Francisco Ojeda Montero y Luis Zabala.

### Alcaldes posteriores a 1979
- 1979-1987: José Luis Balboa Gómez (PSOE).[22]
- 1987-1991: Miguel Ángel Caro Yusta (PSOE).[23]
- 1991-1994: José Aurelio García Naveiro (PSOE).[24]
- 1994-1995: Enrique Rivas Gómez (PSOE).
- 1995-2007: Sebastián Martín Recio (IULV-CA).[25]
- 2007-2011: Antonio Cano Luis (PSOE).[26]
- 2011-actualidad: Juan Ávila Gutiérrez (PP).[27]

## Cultura

### Patrimonio
El Gobierno declaró conjunto histórico en 1963 a «la zona incluida dentro del recinto amurallado de la ciudad de Carmona» y declaró monumentos histórico-artísticos a «las ermitas de San Mateo y San Antón, la iglesia y torre de San Pedro, el convento de la Concepción, los restos de la Vía Augusta y su puente».
Cuenta con un museo y una zona arqueológica en donde hubo una necrópolis romana. Dentro de la necrópolis las tumbas principales son las de Sirvilia y la del Elefante. Se conservan restos de la Vía Augusta y el pequeño puente romano. También se conserva un anfiteatro romano. En cierta forma, como las murallas fueron usadas por todas las civilizaciones que se asentaron en la urbe, los muros que se conservan son también herencia romana, modificada posteriormente.
Dentro de la arquitectura defensiva cuenta con el alcázar del Rey Don Pedro (convertido en parador), la puerta de Sevilla (fortificada a modo de pequeño alcázar), la puerta de Córdoba y la torre del Picacho.
Hay varias casas-palacio, como son las del Marqués de las Torres (actual Museo de la Ciudad), de don Alonso Bernal Escamilla, de los Aguilar, de los Domínguez, de los Rueda y de los Lasso. Otro edificio civil monumental es el teatro Cerezo, realizado en 1934.
Hay un gran patrimonio inmueble religioso. Cuenta con los conventos de la Concepción, de la Trinidad, de Santa Ana, de las Descalzas, de Madre de Dios y de Santa Clara. En lo que respecta a templos están la ermita de San Mateo, la ermita de San Antón, la ermita de Nuestra Señora de Gracia, la iglesia de San Pedro, la iglesia de Santa María de la Asunción, la iglesia del Divino Salvador, la iglesia de San Bartolomé, la iglesia de San Blas, la iglesia de San Felipe y la iglesia de Santiago.
En un paraje del municipio se encuentra la conocida como cueva de la Batida, que fue una cantera medieval.

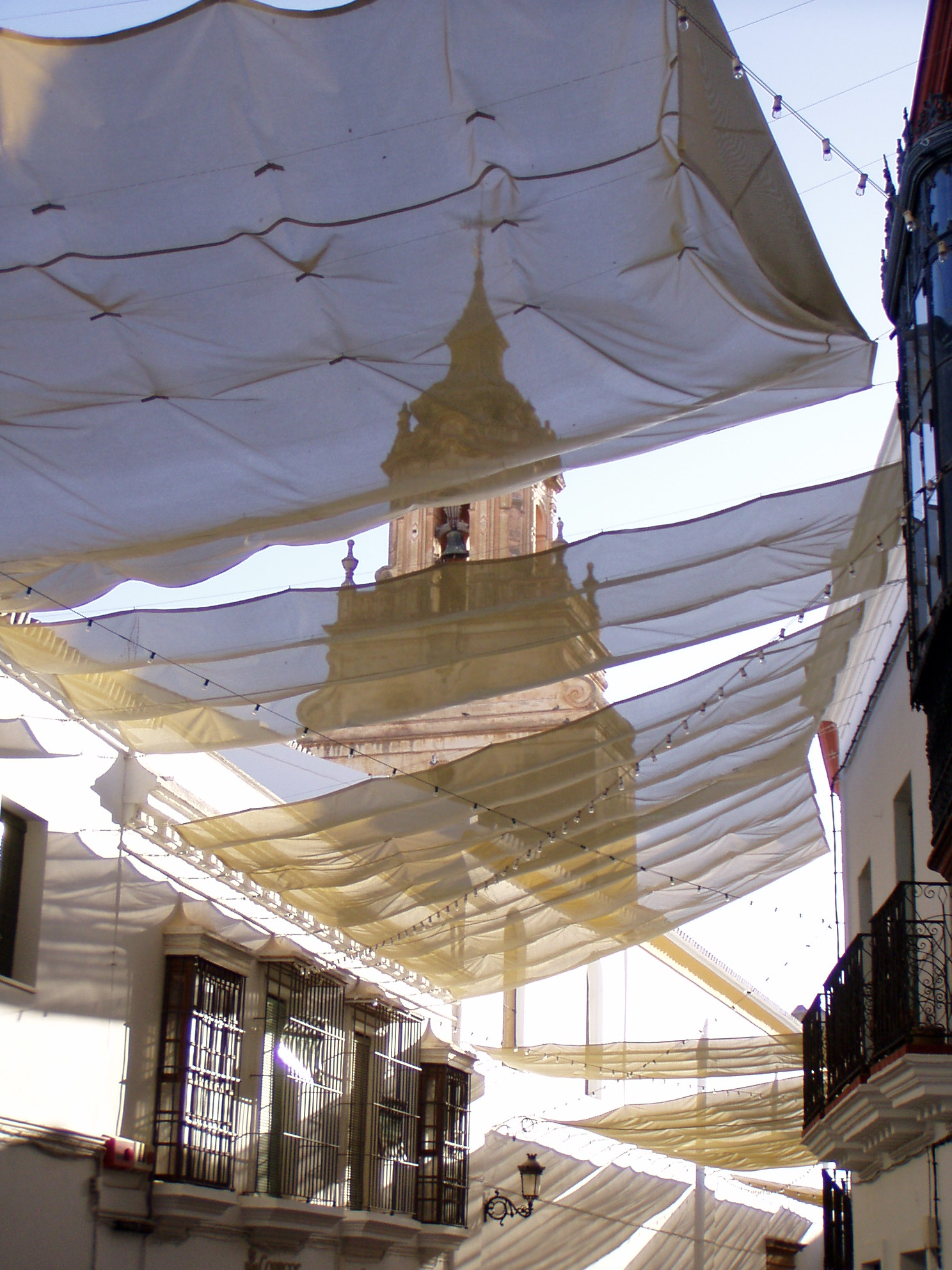
Centro de Carmona
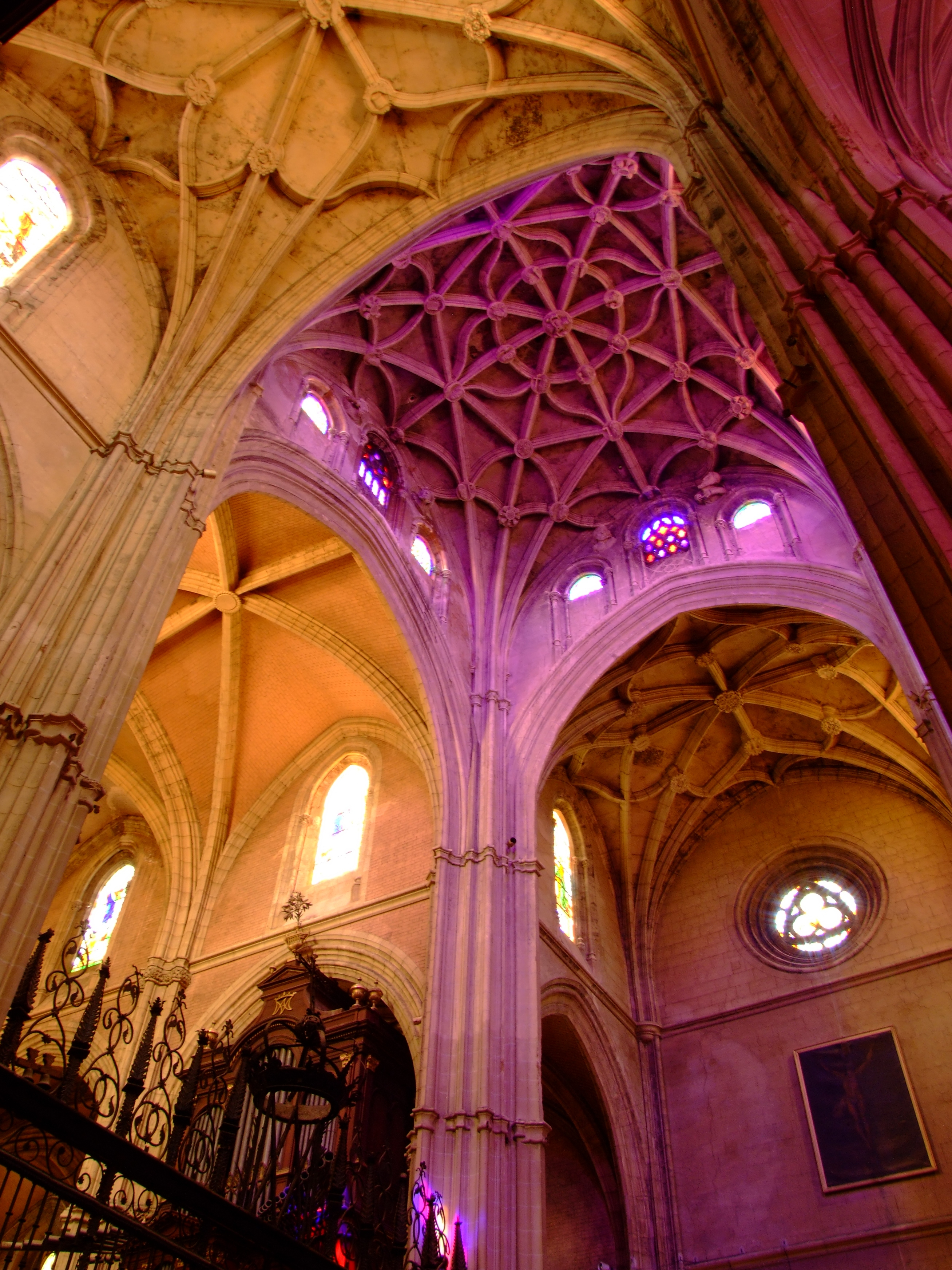
Iglesia de Sta. María
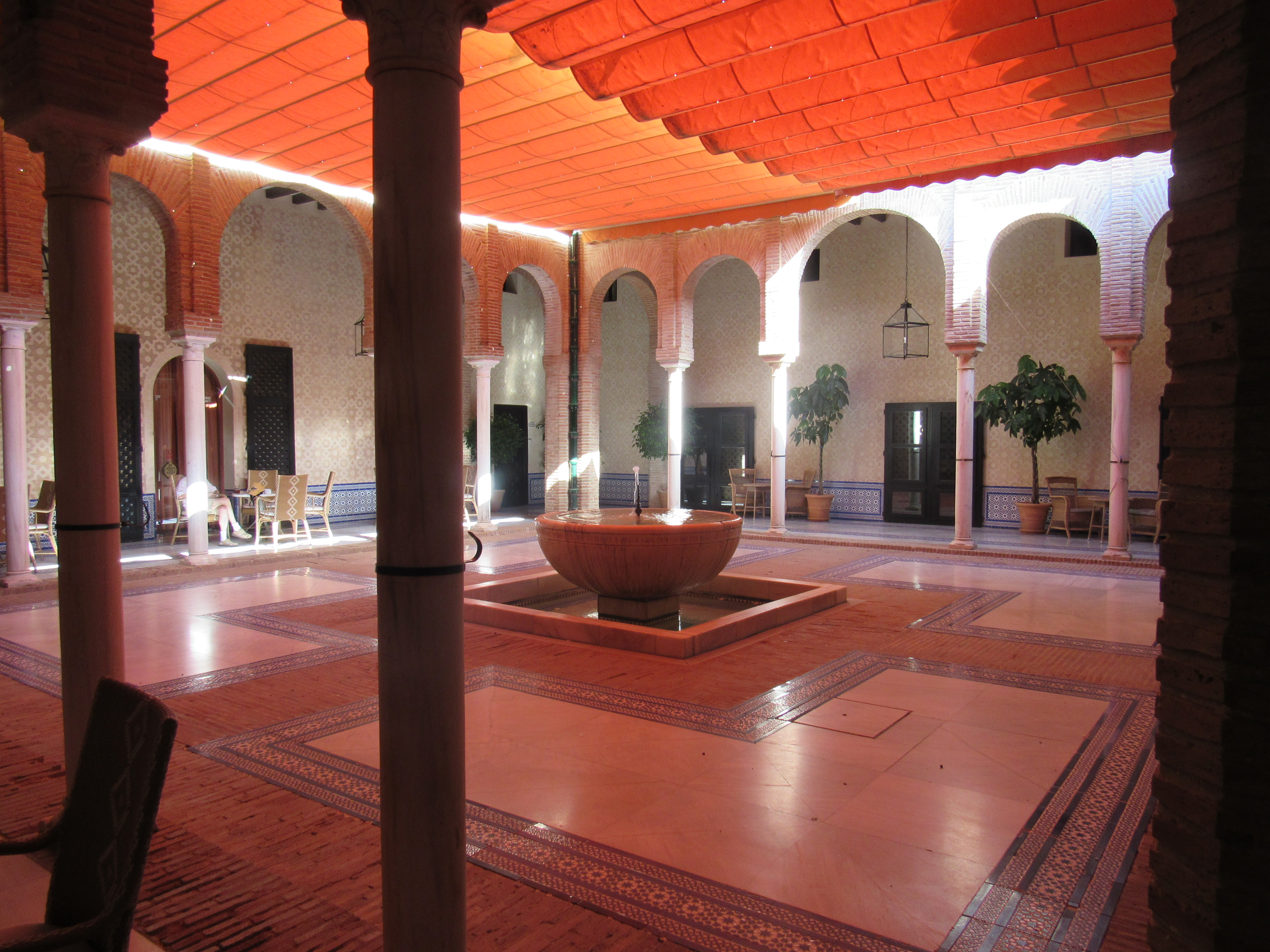
Un patio del parador de Carmona
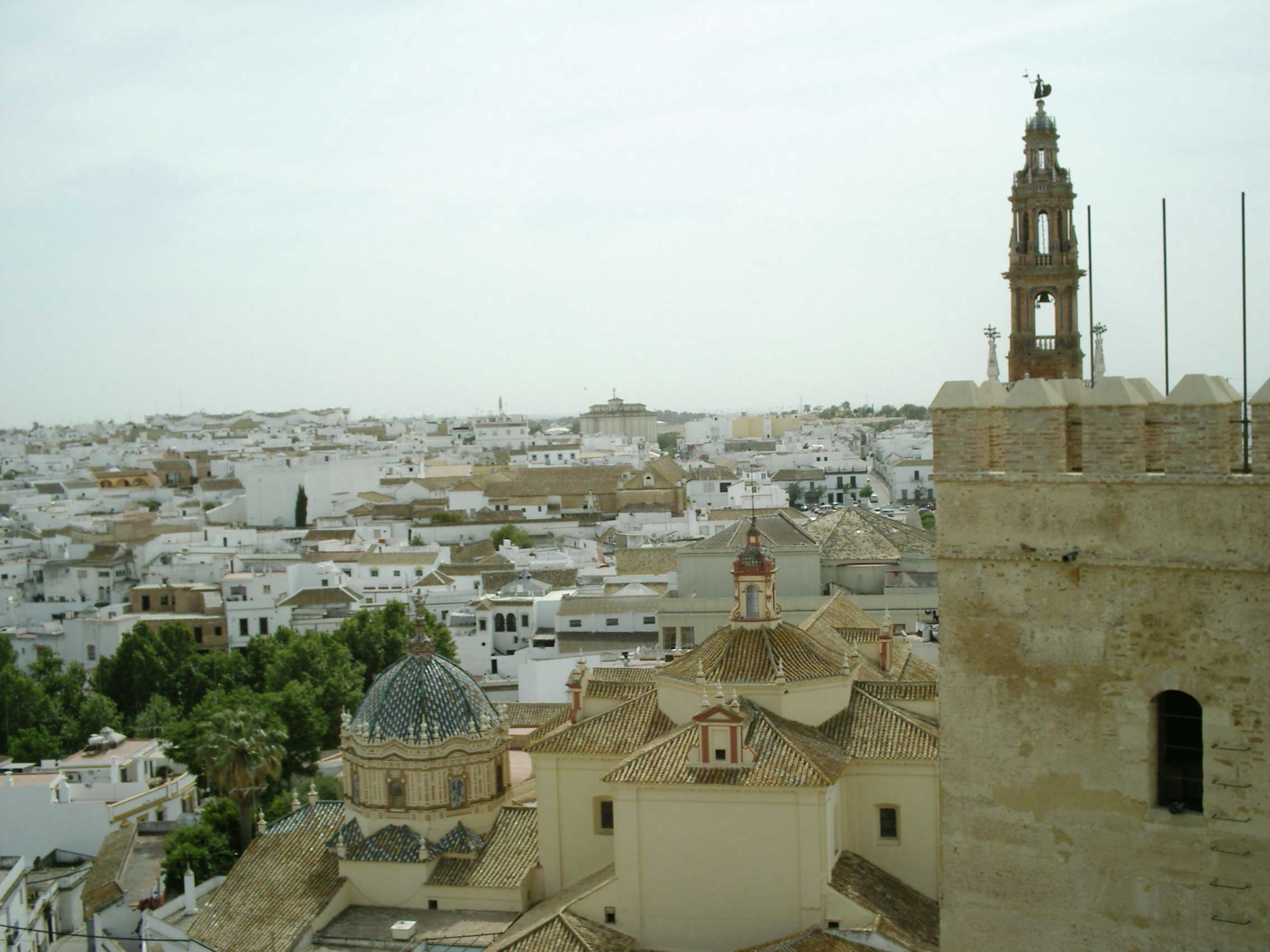
Carmona vista desde lo alto de la puerta de Sevilla
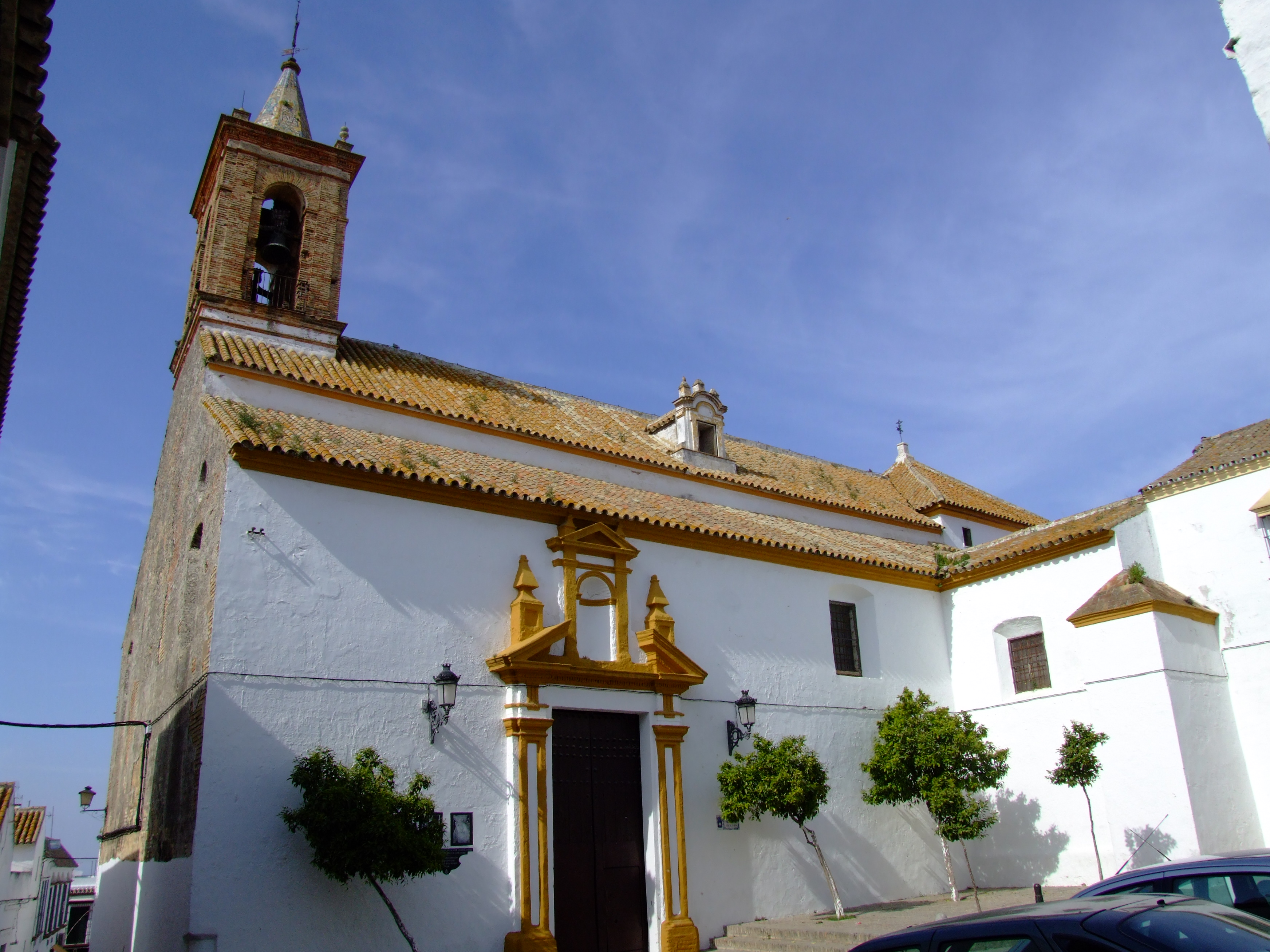
Iglesia de San Blas
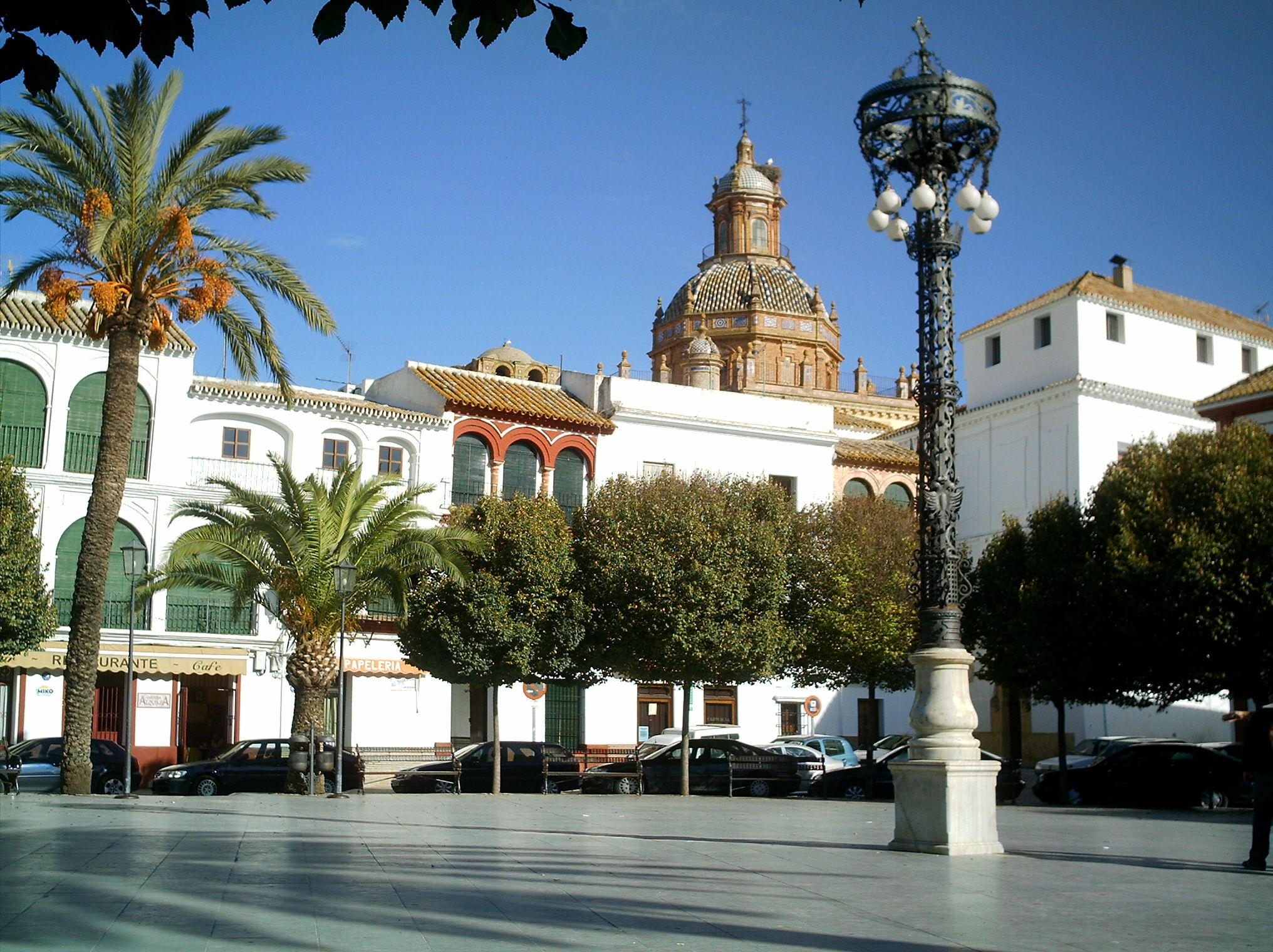
Plaza de Arriba y cúpula de la iglesia del Salvador
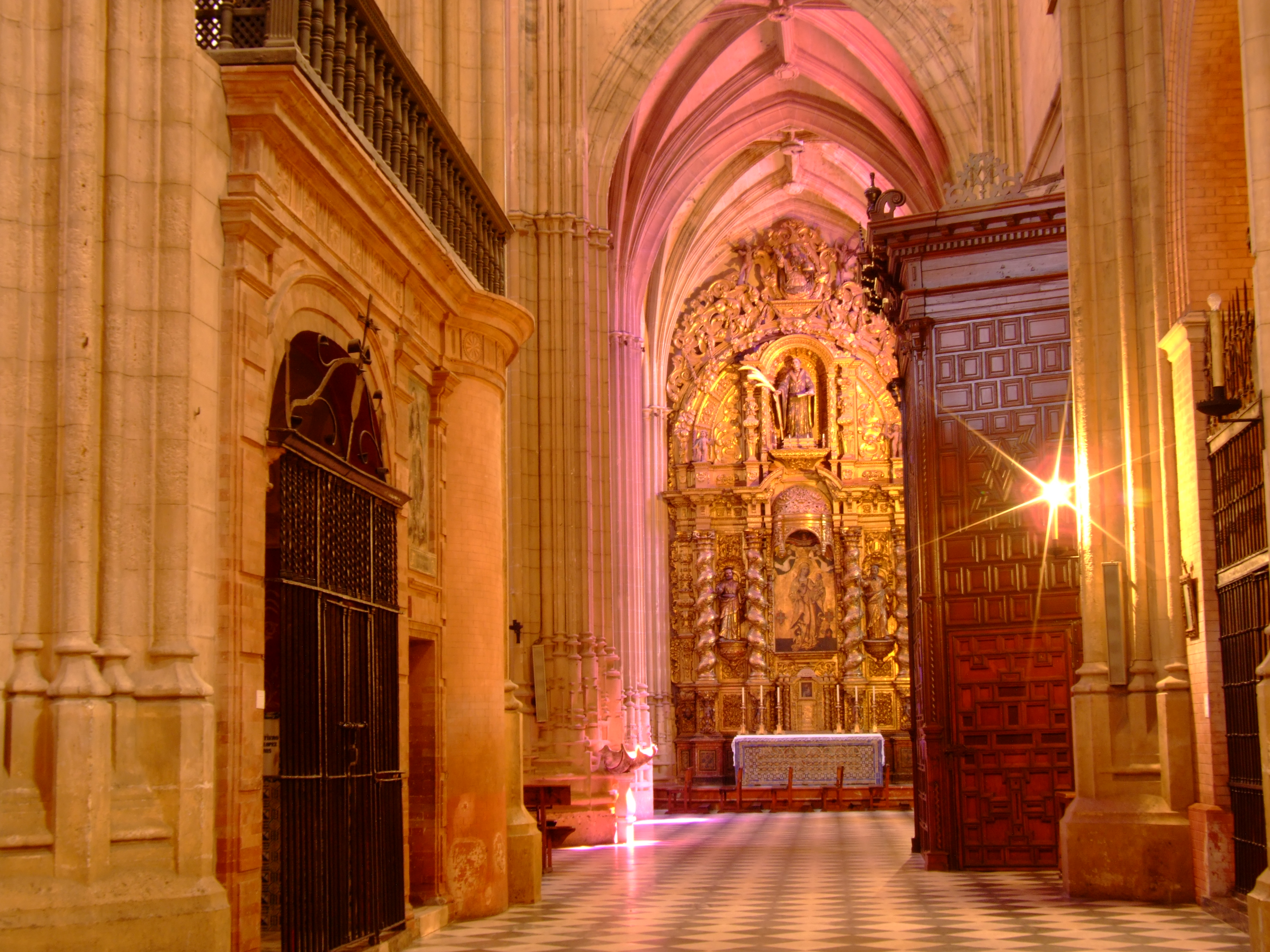
Sta. María de la Asunción. Interior
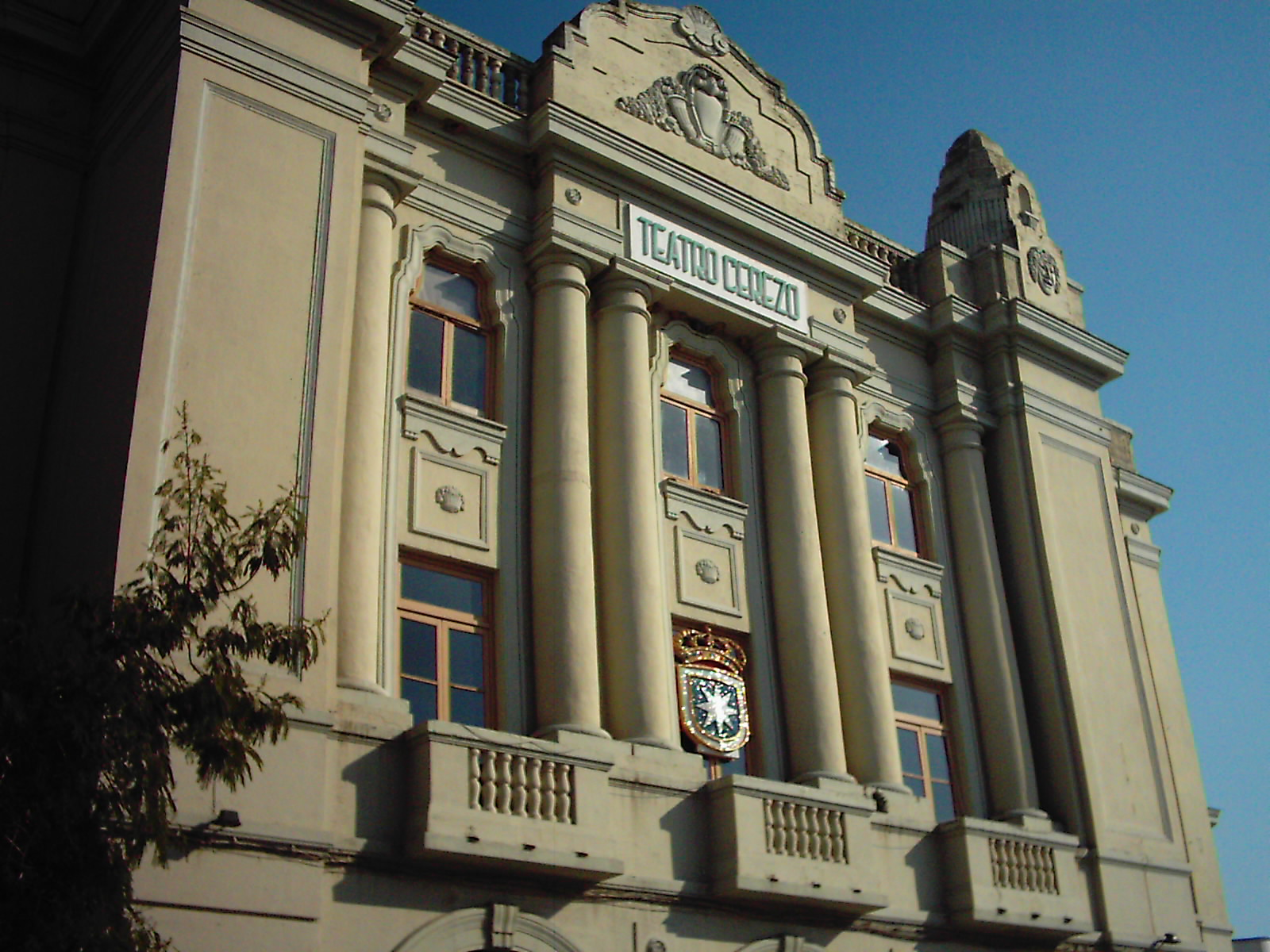
Teatro Cerezo

### Rutas

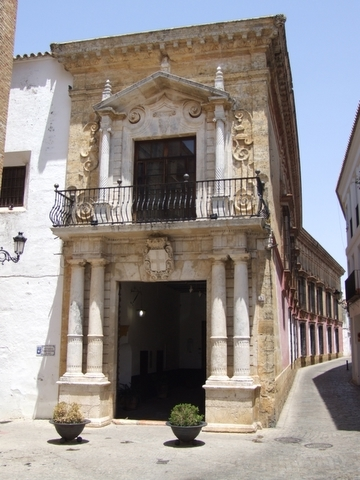
Museo de la Ciudad, ubicado en el Palacio del Marqués de las Torres

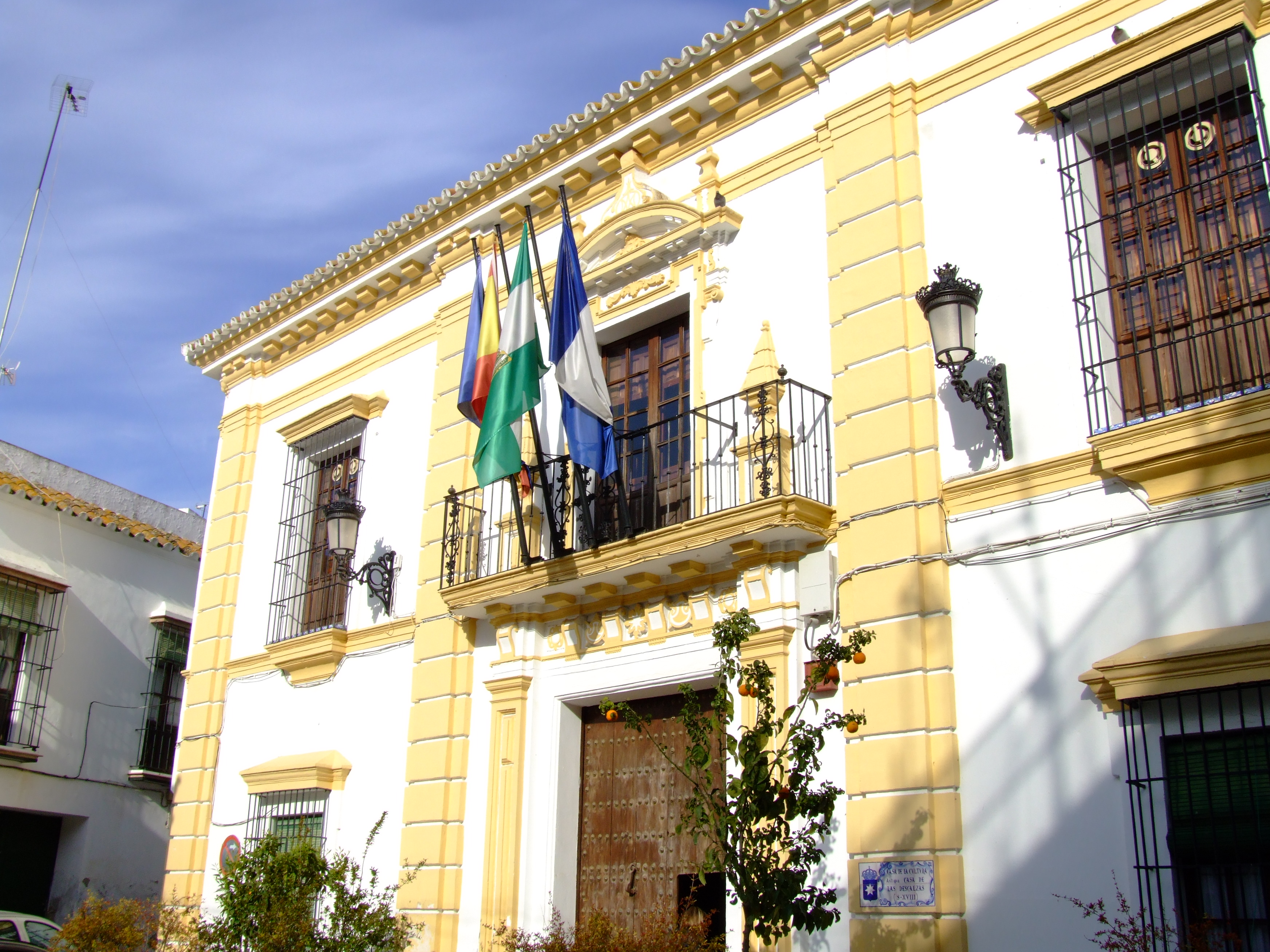
Casa de la Cultura

Carmona forma parte de las siguientes rutas, creadas a modo de consorcios por la Junta de Andalucía y por distintos pueblos para fomentar el turismo en torno a temáticas concretas:
- Artealia-Campiña Monumental: Fue creada por Carmona, Marchena, Osuna y Écija a partir del 2000. En 2015 este consorcio se clausuró.[30]
- Ruta de Washington Irving: Es una ruta que comunica Sevilla con Granada. El nombre hace referencia a este escritor estadounidense, que visitó la región en 1829. Fue creada en el año 2000.[31][32]
- Ruta de la Tapa y la Buena Mesa: Se trata de una ruta a nivel local por algunos restaurantes de la ciudad.[33]
- Ruta Bética Romana: Es una ruta por una serie de municipios muy ligados a la historia de la provincia Bética. Fue creada en 2009.[34] Abarca los municipios de Santiponce, Carmona, La Luisiana, Écija, Almodóvar del Río, Córdoba, Montoro, Almedinilla, Puente Genil, Osuna, Marchena, Jerez de la Frontera, Cádiz, Tarifa y Baena.[35]
- Ruta Caminos de Pasión: Es una ruta centrada en el arte sacro de los pueblos andaluces y en su etnografía. Fue creada en 2002. La componen los municipios de Alcalá la Real, Baena, Cabra, Lucena, Priego de Córdoba, Puente Genil, Carmona y Osuna.[36]
- Ruta de la Cueva de la Batida: Es una ruta por el término municipal. Empieza en la Cuesta de San Mateo y termina en la Puerta de Córdoba. Además de la calzada romana y el pequeño puente, se puede apreciar una cantera medieval conocida como Cueva de la Batida.[37]

Los peregrinos que iban a Santiago de Compostela desde el sur de España solían seguir una vía romana que iba desde Mérida al norte de España, conocida como la Vía de la Plata. Los peregrinos que iban desde Sevilla se incorporaban a esa ruta. En 1997 se creó una asociación de municipios con Gijón, León, Zamora, Salamanca, Cáceres y Sevilla para el fomento de esta ruta. En la actualidad hay 26 municipios. Carmona se incorporó a esta asociación.

### Gastronomía

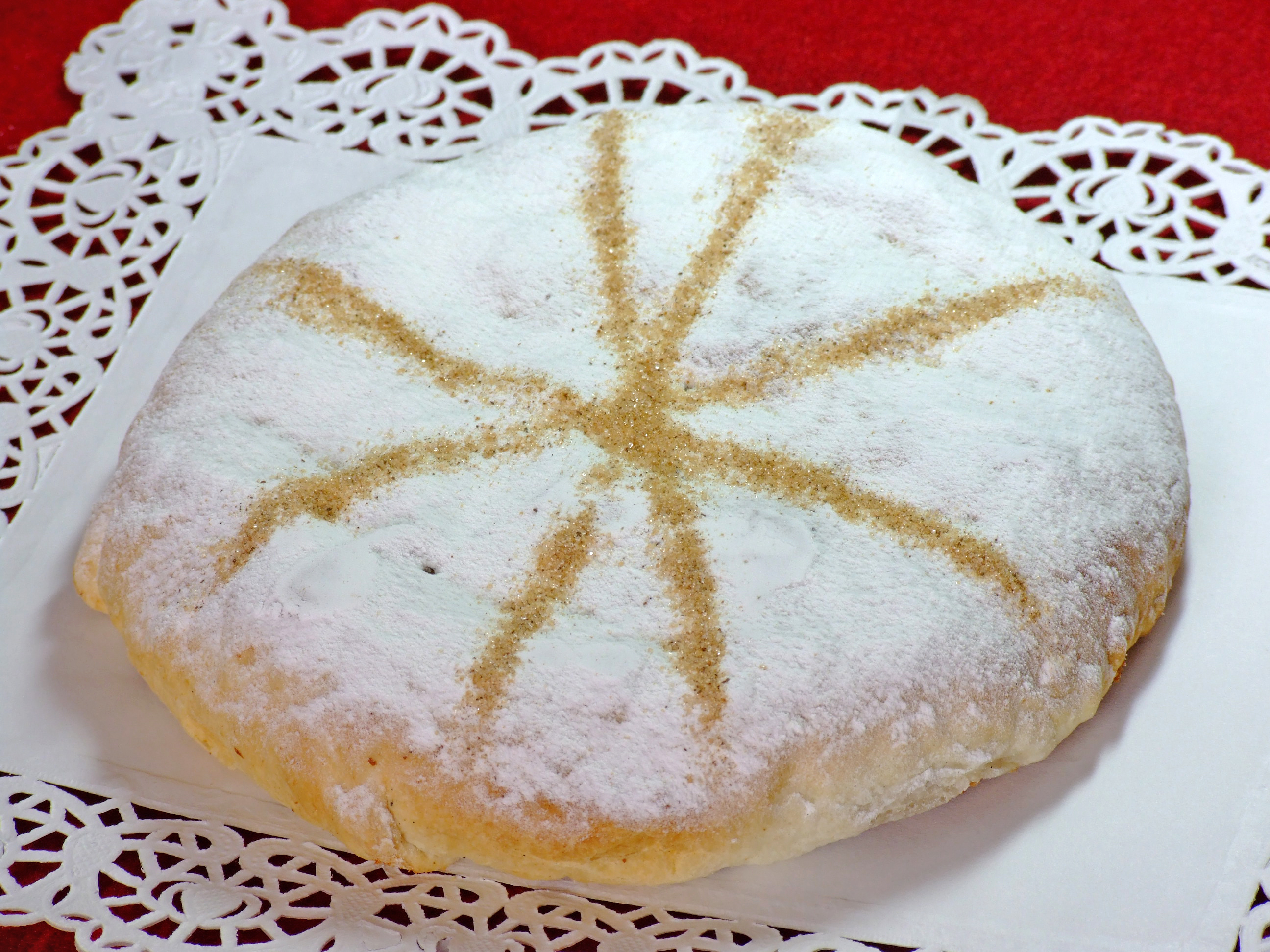
Torta inglesa

Los platos típicos de Carmona son los mismos propios de toda Andalucía. No obstante, la localidad produce un dulce genuino conocido como torta inglesa. En España es habitual que los conventos produzcan dulces, y en Carmona el convento de Santa Clara realiza esta labor.
En lo que respecta a licores, Carmona produce anís y una marca de ginebra con fresa, muy conocida llamada Puerto de Indias. Esta ginebra fue lanzada en 2013 y se exporta a países de todo el mundo.

### Fiestas
Al igual que en otras localidades españolas, se celebra el Corpus Christi, la cabalgata de Reyes Magos, unos carnavales y unas fiestas patronales. El patrón de la ciudad es san Teodomiro, cuya festividad es el 25 de julio. La patrona es la Virgen de Gracia, cuya festividad es el 8 de septiembre.
Dentro de las fiestas destaca el Carnaval de Carmona. Se celebra desde 1986. En él actúan en el teatro Cerezo cerca de 40 agrupaciones de Carmona o de la provincia.

### Deporte
Consta de un equipo de fútbol, el cual disputa la 3.º División Sevillana, llamado Agrupación Deportiva Carmona.

### Música
La conocida como Banda de Carmona, oficialmente Banda de Cornetas y Tambores de Nuestra Señora de Gracia, fue fundada en 1995 y actúa durante todo el año en distintos puntos geográficos,destacando el cortejo de cofradías de Semana Santa de Carmona y de otras localidades de la provincia y Andalucía. A partir del 2000 ha mantenido una relación muy cercanas con la Banda de Cornetas y Tambores Nuestra Señora de Setefilla, de Lora del Río, y con la Banda de las Cigarreras, de Sevilla.
En 1995 se fundó otra banda, que en 1998 pasó a llamarse El Arrabal. Toca varios géneros, como música procesional, zarzuela y bandas sonoras.

### Semana Santa
La Semana Santa de Carmona fue declarada Fiesta de Interés Nacional de Andalucía en diciembre de 1999. Los representantes de estas hermandades integran el Consejo General de Hermandades y Cofradías de Carmona.
La Hermandad Servita (Orden Seglar de los Siervos de la Bienaventurada Virgen María Dolorosa) es una orden fundada en 1739. Tiene su sede en la iglesia del Divino Salvador. Procesiona con un paso de palio con la Virgen de los Dolores el Viernes de Dolores. Esta Virgen, de 1784, está atribuida a Cayetano da Costa.
La Hermandad de la Esperanza (Real, Ilustre y Fervorosa Hermandad del Santísimo Cristo de los Desamparados y Cofradía de Nazarenos de Nuestro Padre Jesús de la Coronación de Espinas, María Santísima de la Esperanza y San Juan Evangelista). Fue fundada en 1566. Tiene su sede en la iglesia del Divino Salvador. Procesiona con dos pasos el Domingo de Ramos y con un paso el Viernes Santo. En el primer paso va un Cristo de 1660 atribuido a Pedro Roldán y en el segundo una Virgen, antiguamente acompañada del apóstol Juan, ambos del siglo XVIII. El Viernes Santo procesiona el Cristo de los Desamparados, anónimo del siglo XVIII.
La Hermandad de la Amargura (Hermandad del Santísimo Cristo de San Felipe, Cofradía de Nazarenos del Señor de la Amargura y María Santísima del Mayor Dolor) es una cofradía fundada en 1897. Tiene su sede en la iglesia de San Felipe. Procesiona el Lunes Santo con dos pasos. Su Cristo, de 1521, es obra de Jorge Fernández y la Virgen, de 1762, es obra de Benito de Hita y Castillo.
La Hermandad de la Expiración (Ilustre Hermandad de la Sagrada Expiración de Cristo Señor Nuestro, María Santísima de los Dolores, María Santísima del Calvario, San Juan Evangelista y San Blas) fue fundada en 1640. Tiene su sede en la iglesia de San Blas. Cuenta con dos pasos. El Cristo, de 1947, es obra de Antonio Eslava Rubio y la Virgen es anónima del siglo XVIII.
La Hermandad de las Angustias (Antigua, Muy Ilustre y Venerable Hermandad Lateranense, Pontificia y Serífica Cofradía de Nazarenos de Nuestra Señora y Madre de las Angustias, Sagrado Descendimiento, María Santísima de los Ángeles y Nuestro Padre Jesús Cautivo de Belén) tiene su sede en la capilla de San Francisco. Fue fundada en 1607. Procesiona con dos pasos el Miércoles Santo. El Cristo, de 1943, es obra de Antonio Eslava Rubio y la Virgen, de 1963, es obra de Antonio Castillo Lastrucci.
La Hermandad de la Columna (Ilustre Hermandad de Nuestro Padre Jesús en la Columna, María Santísima de la Paciencia y Santiago Apóstol) fue fundada en 1656. Tiene su sede en la iglesia de Santiago. Procesiona con dos pasos el Jueves Santo. Santiago Apóstol es del taller de Pedro Roldán. El Cristo, de 1789, es obra de Manuel García de Santiago. La Virgen, de 1952, es de Francisco Buiza.
La Hermandad de la Humildad (Antigua, Real e Ilustre Hermandad de las Benditas Ánimas y Cofradía de Nazarenos de Nuestro Padre Jesús de la Humildad y Paciencia y María Santísima de los Dolores) fue fundada en 1604. Tiene su sede en la iglesia de San Pedro. Procesiona con dos pasos el Viernes Santo. El Cristo, de 1740, es atribuida a José Montes de Oca. La Virgen, de 1730, es atribuida a José Montes de Oca.
La Hermandad del Silencio (Primitiva Hermandad de los Nazarenos de Carmona, Cofradía Pontificia y Real de Nuestro Padre Jesús Nazareno, Santa Cruz en Jerusalén, María Santísima de los Dolores y Divina Pastora de las Almas) fue fundada en 1597. Tiene su sede en la iglesia de San Bartolomé. Procesiona con dos pasos el Viernes Santo. El Cristo, de 1607, es obra de Francisco de Ocampo. La Virgen, de 1696, es obra de José Felipe Duque Cornejo.
La Hermandad del Santo Entierro (Real Hermandad del Santo Entierro de Cristo Nuestro Señor, María Santísima de la Soledad y Santa Ana fue fundada en 1971. Tiene su sede en la iglesia de Santa Ana. Procesiona el Sábado Santo con un paso. El Jesús yacente es obra de Francisco Buiza de 1975 y la Virgen es obra del mismo autor de 1972.
Grupo parroquial de San Antón: En la tarde del domingo de resurrección, sale por las calles de Carmona el Resucitado, desde Santa María hasta la ermita de San Antón.

### Cine y televisión
Dado el patrimonio histórico-artístico que posee Carmona, se han filmado varias películas en este municipio. En 2006 la asociación estadounidense de localizaciones Location Manager Guild of América visitó Málaga, Sevilla y Carmona.
Existe una exposición de los carteles de las películas rodadas en Carmona en el teatro Cerezo, donada por Julio Pastor Navas.

#### Películas
| - Libertador (2013), Alberto Alvero Mendoza - Manolete (2008), Menno Meyjes - Carmen (2003), Vicente Aranda - Una pasión singular (2002), Antonio Gonzalo - Amar y morir en Sevilla (2001), Víctor Barrera - Fugitivas (2000), Miguel Hermoso - Nadie conoce a nadie (1999), Mateo Gil - Solas (1998), Benito Zambrano - Yerma (1998), Pilar Távora - La duquesa roja (1997), Francesc Betriú - Belmonte (1995), Juan Sebastián Bollaín | - Los invitados (1987), Víctor Manuel Barrera - Carmen (1984), Francesco Rosi - La espuela (1977), Roberto Fandiño - Pepita Jiménez (1976), Rafael Moreno Alba - Manuela (1976), Gonzalo García Pelayo - Los duendes de Andalucía (1965), Ana Mariscal - Diego Corrientes (1959), Antonio Isasi-Isasmendi - El sueño de Andalucía (1951), Luis Lucía Mingarro |

#### Series
- Proceso a Mariana Pineda (1984), Rafael Moreno Alba[72]
- La intrusa (1990), Jaime Chávarri[73]
- Cazatesoros (1999), Gil Grant
- La Peste (2017) (2.º temporada 2018), Alberto Rodríguez[74]

#### Vídeos musicales
- Gold (1983), grupo Spandau Ballet
- Lágrimas de Hierro (2012), grupo El Barrio[75]

## Localidades hermanadas
- San Miguel de Allende, México (desde 2006)[76]
- Laudun-l'Ardoise, Francia (desde 2010)[77]
- Tifariti, Sahara Occidental (desde 3 de octubre de 2012)[78][79]